# Gosenbacher Hütte

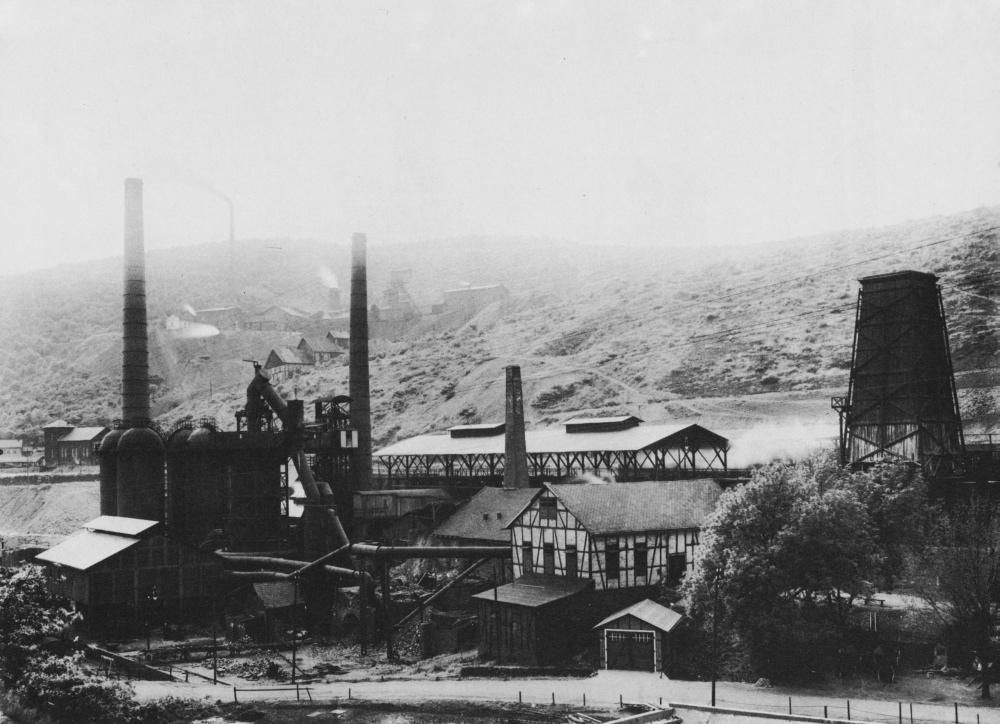
Die Gosenbacher Hütte um 1913, fotografiert von Peter Weller (1868–1940)

Die Gosenbacher Hütte, auch Obere Gosenbacher Hütte genannt, war eine Eisenhütte westlich von Gosenbach im Kreis Siegen im heutigen Nordrhein-Westfalen. Hergestellt wurde in ihr Spiegeleisen. Haupteisenerzlieferer war die benachbarte Grube Storch & Schöneberg.
Die Hütte wurde in den Jahren 1417 und 1444 erstmals genannt. 1876 wurde ein Stollen angelegt, durch den der Hüttensand zum Verfüllen von Hohlräumen der Bergwerksbaue rundherum eingefahren wurde. 1895 wurde die momentan außer Betrieb stehende Hütte von der Grube Storch & Schöneberg angekauft. Ein Jahr später erfolgte die Umstellung von Holzkohle- auf Koksbetrieb und die Wiederinbetriebnahme der Hütte. Ab 1917 gehörte die Hütte durch die Übernahme der Grube Storch & Schöneberg zur Bremer Hütte in Geisweid. 1927 wurde die Gosenbacher Hütte stillgelegt und bis 1932 abgerissen.